# Wilfred Ndidi
Onyinye Wilfred Ndidi (Lagos, 1996. december 16.) nigériai válogatott labdarúgó, a Beşiktaş játékosa.

## Pályafutása
Lagosban született és a Nath Boys csapatában nevelkedett. 2013-ban Roland Janssen fedezte fel egy ifjúsági tornán. 2015 januárjában szerződött a Genkhez, és a hónap utolsó napján a Sporting Charleroi ellen debütált az élvonalban. 2017. január 3-án bejelentették, hogy aláírt az angol Leicester City csapatához. 2025. augusztus 8-án 3+1 éves szerződést írt alá a Beşiktaş csapatával, amely 8 000 000 euróért szerződtette.
Részt vett a 2013-as U20-as labdarúgó-világbajnokságon és a 2015-ösön is. Tagja volt a 2018-as labdarúgó-világbajnokságon és a 2019-es afrikai nemzetek kupáján résztvevő válogatottnak.

## Statisztika

### Válogatott
(2025. május 31-i állapot szerint)
| Válogatott | Szezon   | Mérkőzés | Gól |
| ---------- | -------- | -------- | --- |
| Nigéria    | 2015     | 2        | 0   |
| Nigéria    | 2016     | 4        | 0   |
| Nigéria    | 2017     | 8        | 0   |
| Nigéria    | 2018     | 10       | 0   |
| Nigéria    | 2019     | 13       | 0   |
| Nigéria    | 2021     | 7        | 0   |
| Nigéria    | 2022     | 5        | 0   |
| Nigéria    | 2023     | 5        | 0   |
| Nigéria    | 2024     | 8        | 0   |
| Nigéria    | 2025     | 4        | 0   |
| Összesen   | Összesen | 66       | 0   |

## Sikerei, díjai
- Leicester City
  - Angol másodosztály: 2023–24
  - Angol kupa: 2020–21
  - Angol szuperkupa: 2021